# Cyptonychia anaemica
Cyptonychia anaemica är en fjärilsart som beskrevs av Max Wilhelm Karl Draudt 1927. Cyptonychia anaemica ingår i släktet Cyptonychia och familjen nattflyn. Inga underarter finns listade i Catalogue of Life.